# Schloss Gieboldehausen
Das Schloss Gieboldehausen ist ein im 16. Jahrhundert erbautes Schloss in Gieboldehausen im Untereichsfeld im südlichen Niedersachsen.

## Lage
Gieboldehausen liegt im nördlichen Teil der Goldenen Mark am Zusammenfluss von Hahle und Rhume, die die Ortslage im Südwesten, Westen und Norden eingrenzen. Die schlossartige Anlage befindet sich am südlichen Rand des historischen Ortskernes von Gieboldehausen in der Hahleniederung auf einer Höhenlage von knapp 150 Metern.

## Geschichte

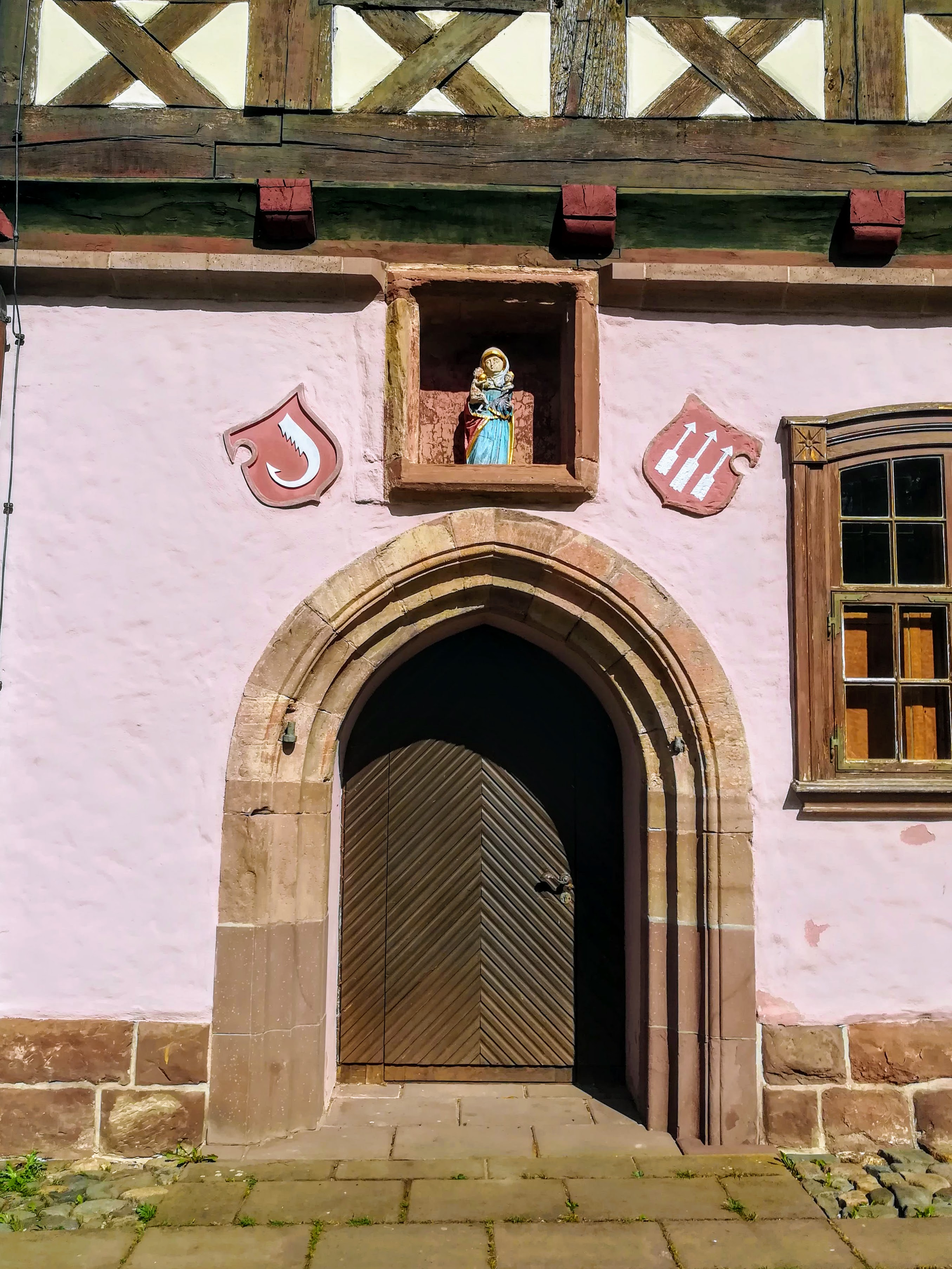
Portal

Hervorgegangen ist das Schloss in Gieboldehausen aus einem ehemaligen Burgmannsitz der Burg Gieboldehausen, genannt „Haus auf dem Wall“.  Zur Sicherung von Burg und Amt waren mehrere Burgmänner verantwortlich, die aber nicht auf der Burg wohnten, sondern eigene Burgmannsitze besaßen. Bis zu acht Burgmannssitze sind bekannt, die so um das Dorf angelegt waren, das sie zusammen mit der historischen Dorfbefestigung aus Wall und Graben ein Verteidigungssystem bildeten.
Ab wann die Herren von Minnigerode in Gieboldehausen als Burgmänner eingesetzt waren, ist nicht genau bekannt, 1410 wurde bereits ein Hans von Minnigerode erwähnt. 1502 erwarb Hans von Minnigerode der Jüngere von einem Hans von Brudenhusen den Burgmannsitz auf dem Wall. Ab etwa 1520 baute er den Burgsitz um und setzte auf die steinernen Grundmauern zwei Fachwerketagen auf. Von 1521 bis 1532 war Hans von Minnigerode Amtmann des Amtes Gieboldehausen.
Das heutige Schloss war dann das Herrenhaus einer größeren Gutsanlage, die notwendigen Wirtschaftsgebäude (Stallungen und Scheunen) befanden sich unmittelbar daneben. Zum Burgsitz gehörten zahlreiche Höfe und Ländereien in Gieboldehausen sowie umliegenden Dörfern mit ihrem Zehnten und Einnahmen, eine Mühlen- und Jagdgerechtigkeit.
1970 wurden die Hofeinfahrt und die Nebengebäude abgerissen, die Familie von Minnigerode verkaufte das Schloss schließlich 1986 an den Flecken (Gemeinde) Gieboldehausen. Diese renovierte das Gebäude von 1987 bis 1991, heute befindet sich dort unter anderem das Standesamt von Gieboldehausen.

## Baugeschichte
Die Baugeschichte des Gebäudes wurde durch bauarchäologische Untersuchungen zwischen 1987 und 1990 geklärt. Die ursprüngliche Burganlage bestand wahrscheinlich aus einer Motte. Von der nächsten Phase, einer mit Wassergräben umgebenen Turmburg aus der Zeit um 1400, sind noch Teile des Kellers und des Erdgeschosses erhalten. Seine heutige Form erhielt das Gebäude laut dendrochronologischer Datierung 1528. Gleichzeitig mit seiner Errichtung wurde das stets hochwassergefährdete Gelände um 2 m aufgeschüttet, der heutige Keller war somit das ursprüngliche Erdgeschoss. Im 18. Jahrhundert wurde ein nicht mehr existierender Anbau errichtet, dabei wurden zwei Aborterker entfernt. In jüngerer Zeit wurden auch die Wirtschaftsbauten und das Torhaus abgetragen. Von 1988 bis 1991 wurde das Gebäude renoviert.

## Beschreibung
Das heutige, allgemein als „Schloss“ bezeichnete Gebäude stellt den letzten Rest einer mehrteiligen Gutsanlage dar. Es besteht aus einem massiven Sockelgeschoss, über das sich zwei vorkragende Fachwerkgeschosse erheben. Das Erdgeschoss zieren die Wappen des Erbauers Hans von Minnigerode und seiner beiden Ehefrauen. Die massiven Teile des kreuzgratgewölbten Kellers und des Erdgeschosses stammen von einem Vorgängerbau, der wohl aus einem von Wassergräben umgebenen Wohnturm bestand. Das ehemalige Obergeschoss weist bei einer Mauerstärke von 1 m einen Saal und einen abgetrennten Kapellenraum auf. Da diese Abtrennung auch im Erdgeschoss auftritt, wird hier ein Bergfried von ca. 6 m Seitenlänge vermutet. Diesem könnte wiederum eine Motte vorangegangen sein, da die Burg früher „Wall“ genannt wurde, ein im Mittelalter und der Frühen Neuzeit gebräuchlicher Ausdruck für eine solche Turmhügelburg.

## Parkanlage

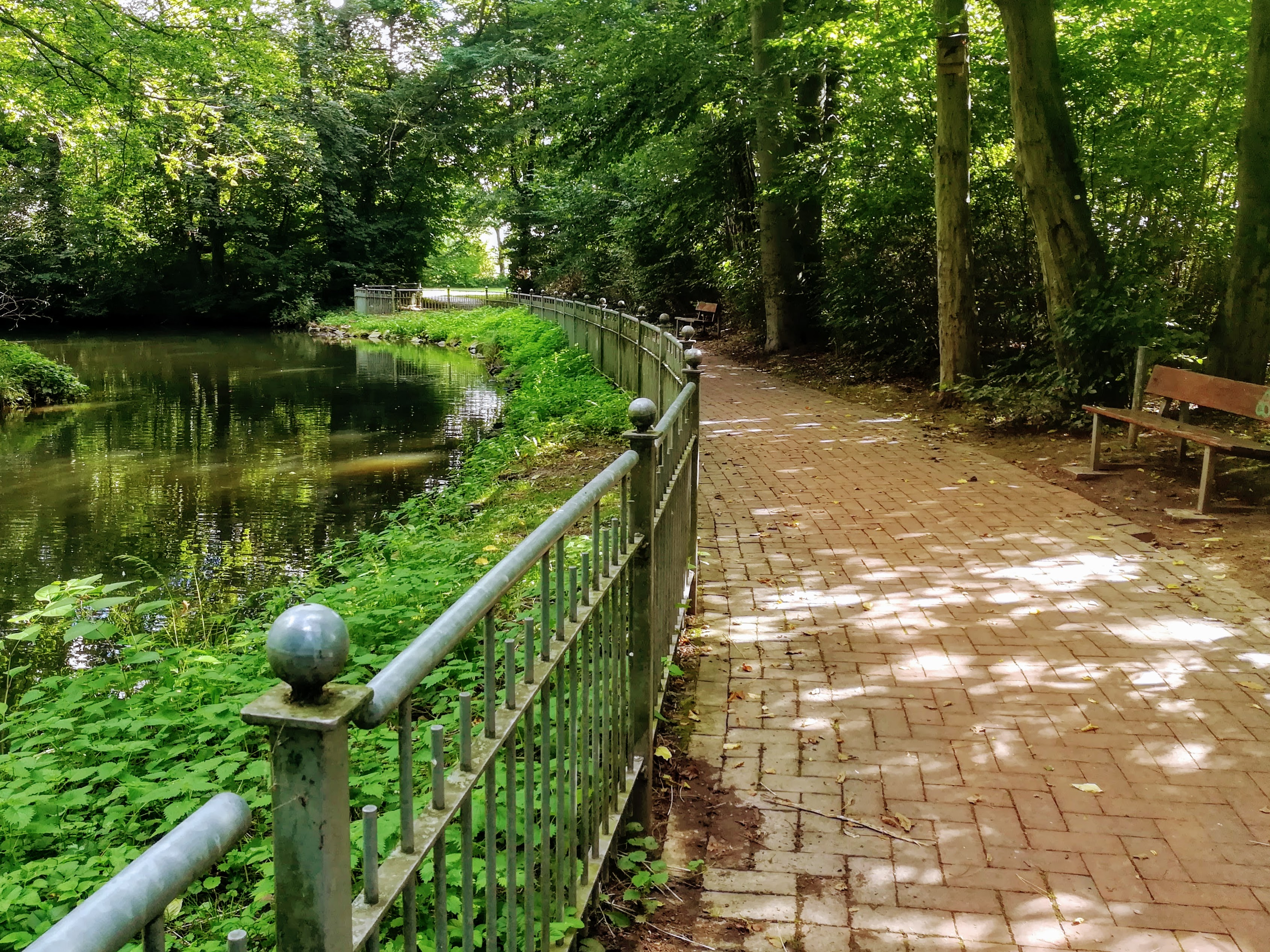
Schlosspark mit Teich

Südöstlich des Schlosses zwischen der Hahle und deren Zufluss Suhle wurde von Hilmar von Minnigerode ab 1873 eine Parkanlage mit einem kleinen Teich für seine Frau angelegt. Er pflanzte seltene Bäume an, wie Schwarzkiefern, Scheinzypressen und einen Ginkgobaum. Der Park war zunächst eingefriedet und nicht öffentlich zugänglich.
Heute dient das Schloss und der angrenzende Park Bewohnern und Besuchern als Erholungs- und Freizeitort. Für Kinder wurde ein Spielplatz eingerichtet.